# PSV Grünweiß Frankfurt
Der PSV Grünweiß Frankfurt (Polizeisportverein Grünweiß e. V. Frankfurt am Main) ist ein Sportverein in Frankfurt am Main.

## Der Verein
Der PSV Grünweiß wurde 1919 von Polizeibeamten gegründet, heute sind die meisten der 1000 Mitglieder aber keine Polizeiangehörigen. Der Verein, der besonderen Wert auf die Förderung des Jugend- und Breitensports legt, ist in zwölf Abteilungen organisiert: Basketball, Boxen, Handball (Frauen), Ju-Jutsu, Karate, Motorboot/Segeln, Motorsport, Sportschießen, Tauchen, Tennis, Kinderturnen, Freizeitsport. Der Verein ist Mitglied im Turngau Frankfurt.

## Handballabteilung
Die Handballabteilung besteht seit Vereinsgründung und kann daher auch mit die meisten sportlichen Erfolge vorweisen. So wurde im Hallenhandball die erste Männermannschaft in den Jahren 1950, 1951 und 1954 Meister der Landesliga Hessen, zu dieser Zeit waren die Landesligen die höchste Spielklasse im deutschen Handball. 1950 konnte die Mannschaft sich über die Regionalmeisterschaft in Süddeutschland für die Endrunde um die deutsche Handballmeisterschaft in Berlin qualifizieren. In der Abschlusstabelle dieses Turniers belegte Grünweiß den dritten Platz.
Für Furore sorgten 1970 die Damen, als sie sich als Südwestdeutsche Meister erstmals für die Endrunde um die deutsche Meisterschaft qualifizieren konnten. Dies konnte 1971 wiederholt werden, und auch 1973 waren die Grünweißen dabei. Und jedes Mal hieß der Gegner 1. FC Nürnberg, der sich auch drei Mal relativ klar durchsetzen konnte (11:7, 20:10, 11:5).
Als 1975/76 die zweigleisige Bundesliga gegründet wurde, war der PSV Grünweiß Frankfurt mit dabei. 1979 stand man als Vizemeister der Bundesliga, Staffel Süd im Halbfinale um die deutsche Meisterschaft, musste sich aber dem Nord-Meister TuS Eintracht Minden hauchdünn geschlagen geben (12:13, 16:16).
Zwei Jahre später – dieses Mal als Südmeister – erneut der Halbfinaleinzug. Zunächst musste man sich beim VfL Oldenburg mit 15:19 geschlagen geben. Im Rückspiel der große Auftritt der 21-jährigen Hanne Koch: 15 Tore steuerte alleine die Linkshänderin beim 20:12-Erfolg über die Norddeutschen bei. In Hagen/Westfalen vor 800 Zuschauern dann das Finale gegen den TSV GutsMuths Berlin. Sechs Tore von Hanne Koch und fünf der 96fachen tschechischen Nationalspielerin Lubica Mraz sorgten für die 11:8-Pausenführung. In der zweiten Halbzeit war es die 37-jährige Torhüterin Toni Verzay, die ihre Mannschaft mit glänzenden Paraden vor Schlimmerem bewahrte, als nämlich die Berlinerinnen beim 13:12 und 14:13 bedrohlich nahe kamen. Zwischen der 42. und 50. Minute dann die Vorentscheidung, als sich Grünweiß auf 18:13 absetzte und am Ende mit 21:17 den deutschen Meistertitel an den Main holte. Die Meistermannschaft: Toni Verzay, Elke Damm – Gabi Berthold, Lubica Mraz (8 Tore), Regina Ukat, Regina Kirschig (3), Uta Stähler, Birgit Harings (1), Heike Gerstle, Lilo Laun (2), Ottrun Weber, Hannelore Koch (7/3). Erwähnenswert: Zu den insgesamt 369 Frankfurter Saisontreffern steuerten Hanne Koch 113 und Lubica Mraz 101 Tore bei.
1984 und 1985 erreichte man noch zwei Mal das Halbfinale, aber jedes Mal erwies sich der Serienmeister jener Jahre Bayer Leverkusen als unüberwindliches Hindernis. In der seit 1985 eingleisigen Bundesliga belegte der PSV regelmäßig einen Mittelplatz, ehe es dann 1992/93 aus wirtschaftlichen Gründen zum Rückzug aus der höchsten Spielklasse kam. Einige Jahre ging es in der Oberliga Hessen weiter. Mittlerweile spielen die PSV-Damen in der Bezirksoberliga Frankfurt und erreichten in der Saison 2007/08 mit 5:27 Punkten den vorletzten, achten Platz, womit ein Abrutschen des 14-fachen Polizeimeisters in die tiefste Spielklasse gerade noch verhindert werden konnte.

## Die größten Erfolge
- Deutscher Meister 1981
- Südwestdeutscher Meister 1970, 1971, 1973

## Die Bundesligabilanz
| Saison  | Spielklasse    | Platz | Sp | Tore    | Diff. | Punkte |
| ------- | -------------- | ----- | -- | ------- | ----- | ------ |
| 1975/76 | Bundesliga Süd | 6     | 14 | 97:109  | −12   | 13:15  |
| 1976/77 | Bundesliga Süd | 3     | 14 | 169:124 | 45    | 19:9   |
| 1977/78 | Bundesliga Süd | 3     | 16 | 188:179 | 9     | 19:13  |
| 1978/79 | Bundesliga Süd | 2     | 18 | 303:207 | 96    | 28:8   |
| 1979/80 | Bundesliga Süd | 3     | 18 | 277:210 | 67    | 28:8   |
| 1980/81 | Bundesliga Süd | 1     | 18 | 313:209 | 104   | 32:4   |
| 1981/82 | Bundesliga Süd | 3     | 18 | 324:254 | 70    | 28:8   |
| 1982/83 | Bundesliga Süd | 6     | 18 | 306:282 | 24    | 20:16  |
| 1983/84 | Bundesliga Süd | 2     | 18 | 271:247 | 24    | 25:11  |
| 1984/85 | Bundesliga Süd | 2     | 18 | 358:299 | 59    | 29:7   |
| 1985/86 | Bundesliga     | 8     | 18 | 304:339 | −35   | 11:25  |
| 1986/87 | Bundesliga     | 6     | 18 | 341:355 | −14   | 13:23  |
| 1987/88 | Bundesliga     | 8     | 18 | 302:342 | −40   | 10:26  |
| 1988/89 | Bundesliga     | 9     | 18 | 287:385 | −98   | 9:27   |
| 1989/90 | Bundesliga     | 10    | 22 | 449:500 | −51   | 17:27  |
| 1990/91 | Bundesliga     | 9     | 22 | 473:505 | −32   | 18:26  |
| 1991/92 | Bundesliga     | 8     | 22 | 424:442 | −18   | 19:25  |
| 1992/93 | Bundesliga     | 14    | 0  | 0:0     | 0     | 0:0    |

|  | Gewinn der deutschen Meisterschaft |

## Basketballabteilung
1966 gehörten die Basketballer des PSV Grünweiß Frankfurt zu den zwanzig Gründungsmitgliedern der Basketball-Bundesliga (BBL) des Deutschen Basketball Bundes (DBB). Nach fünf Spielzeiten erfolgte am Ende der Saison 1970/71 der Abstieg der Basketballer des Polizeisportvereins aus der zweigeteilten BBL.

## Leichtathletik
Die mittlerweile aufgelöste Leichtathletikabteilung hatte ihren Schwerpunkt insbesondere bei den Wurfdisziplinen der Männer.
Im Hammerwurf stieß Erwin Blask gegen Ende seiner sportlichen Karriere zum PSV Grünweiß und errang 1952 und 1953 noch den dritten Platz bei der deutschen Meisterschaft. Erfolgreicher war Hugo Ziermann, der 1956, 1957 und 1958 Deutscher Meister im Hammerwurf wurde.
Günther Noack wurde 1955 Deutscher Meister im Diskuswurf.